# الخريف في إنجلترا الجديدة
يبدأ الخريف في إنجلترا الجديدة في نهايات شهر سبتمبر وينتهي في أواخر شهر ديسمبر، وهو يمثل الانتقال من الصيف إلى الشتاء ويشتهر بألوانه الجميلة والنابضة بالحياة وجماله. تم الحديث عن أن لون الخريف للأشجار والنباتات في إنجلترا الجديدة هو من أكثر الألوان الطبيعية روعة في الولايات المتحدة؛ لذلك فهي وجهة سياحية شهيرة تجتذب الزوار من جميع أنحاء أمريكا الشمالية وخارجها. يتدفق المسافرون إلى فيرمونت ونيوهامبشاير وماين وأجزاء من ولاية ماساتشوستس لرؤية الألوان في كل خريف، وهي ممارسة تُعرف باسم اختلاس النظر على أوراق الشجر.   أصبحت رياضة المشي لمسافات طويلة خلال فصل الخريف شائعة، وتقدم العديد من المناطق جولات مع مرشدين. 
أدى الجمع بين المناظر الطبيعية الوعرة وقرى المدن الصغيرة الريفية إلى جعل الكثير من المناطق فيها مواقع مميزة للتصوير الفوتوغرافي بألوان الخريف. إن الحظائر العديدة ومباني الكنائس وبيوت المزارع والقرى جنبا إلى جنب مع الألوان الموسمية النابضة بالحياة تجعل الصور الفوتوغرافية مميزة. 

## التغيير الطبيعي
في معظم أنحاء شمال إنجلترا الجديدة وعند حلول منتصف سبتمبر، يبقى النهار دافئ، لكن الليالي تصبح باردة. هذا هو الوقت الذي تبدأ فيه الأشجار المتساقطة عملية التغيرات الملونة في أوراقها. في إنجلترا الجديدة تنتج نسبة كبيرة من الأشجار صبغة تُعرف باسم الأنثوسيانين، مما يؤدي إلى ظهور اللون الأحمر والبنفسجي اللامع بشكل شائع في هذا الوقت تقريبا؛ وهو تغيير واضح بشكل خاص في أشجار القيقب السكري في المنطقة.  تبدأ هذه العملية التدريجية التي تغير فيها الأشجار ألوانها في أقصى شمال إنجلترا الجديدة في شمال ولاية ماين والمرتفعات الأعلى في ولاية فيرمونت ونيو هامبشاير في منتصف سبتمبر، وتصل إلى مناطق وسط إنجلترا الجديدة في جنوب فيرمونت وجنوب نيو هامبشاير وماساتشوستس بحلول أوائل أكتوبر. بحلول منتصف أكتوبر، تصل ذروة الألوان إلى شمال رود آيلاند وشمال ولاية كونيتيكت.
من جنوب ولاية كونيتيكت جنوبا إلى شمال ولاية نيوجيرسي وإلى الجنوب، يتناقص عدد أشجار قيقب السكر بسرعة مع تغير المناخ إلى منطقة أكثر اعتدالًا وتصبح أشجار البلوط أكثر هيمنة، وبالتالي هناك ألوان أقل إشراقًا.   يعد موسم الخريف هو المطر والرعد في جميع أنحاء منطقة إنجلترا الجديدة بأكملها. يشير مصطلح موسم العصي إلى الفترة التي تقع في أواخر الخريف بعد سقوط الأوراق وقبل استقرار الثلج على الأشجار. يتم استخدام المصطلح غالبا في ولاية فيرمونت، حيث يمكن أن يستمر الموسم لعدة أسابيع أو أشهر.  

## في الثقافة الشعبية
أصبح الخريف في إنجلترا الجديدة أيضا موضوع شائع في الثقافة الشعبية الأمريكية، حيث تدور أحداث العديد من القصص الخيالية في فصل الخريف فيها. أغنية نوح كاهان المنفردة لعام 2022، موسم العصا، الأغنية الرئيسية من الألبوم لهذا العام تدور حول الخريف في إنجلترا الجديدة. قال كاهان إن هذه الفترة هي "فترة انتقالية" و"محبطة للغاية" لأنها "تعني فقط أن الشتاء سيأتي قريبًا ويخلق الكثير من القلق" و"لا أحد يحب ذلك حقًا".

## معرص الصور

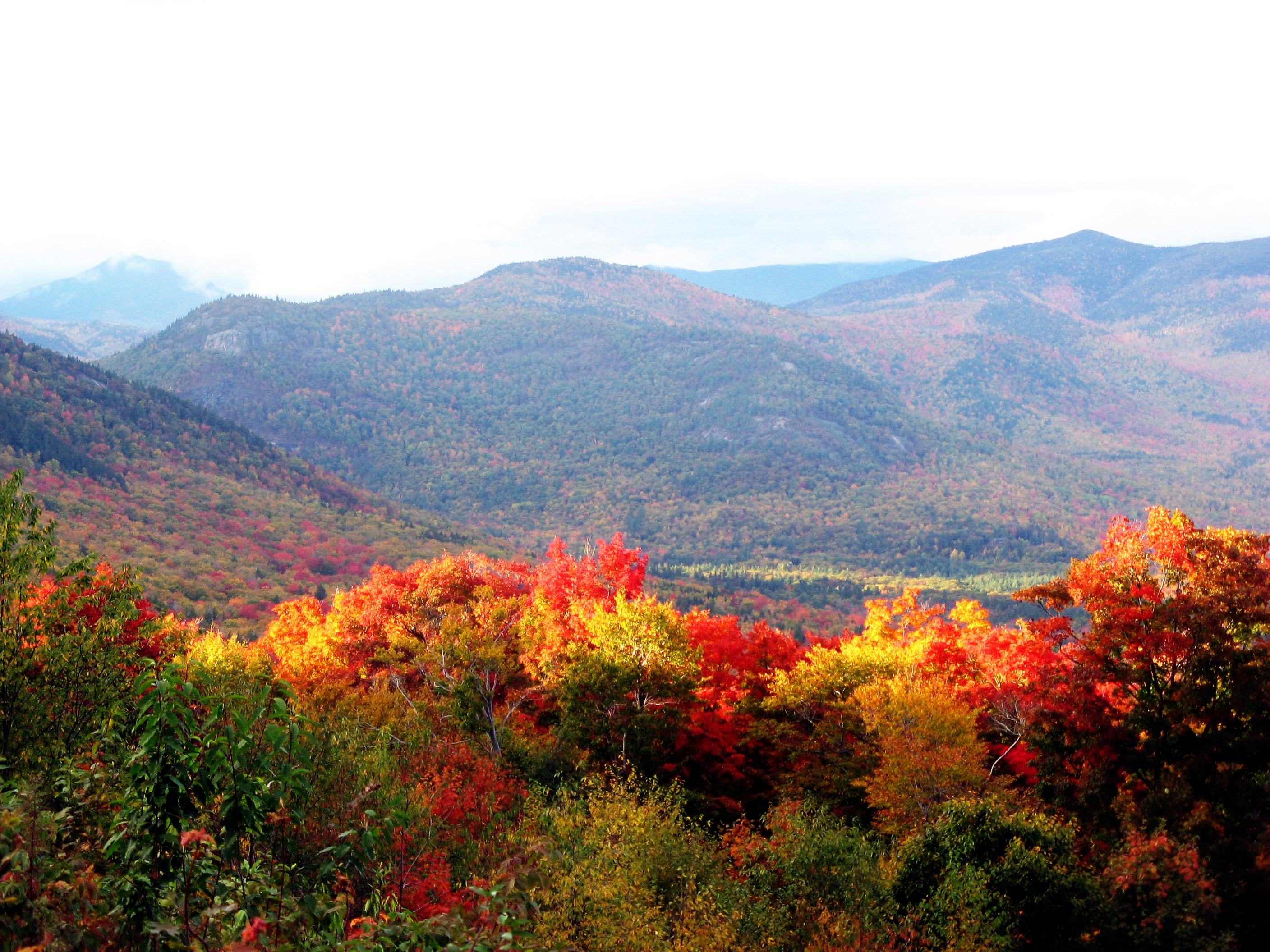
الخريف في نيوهامبتشر
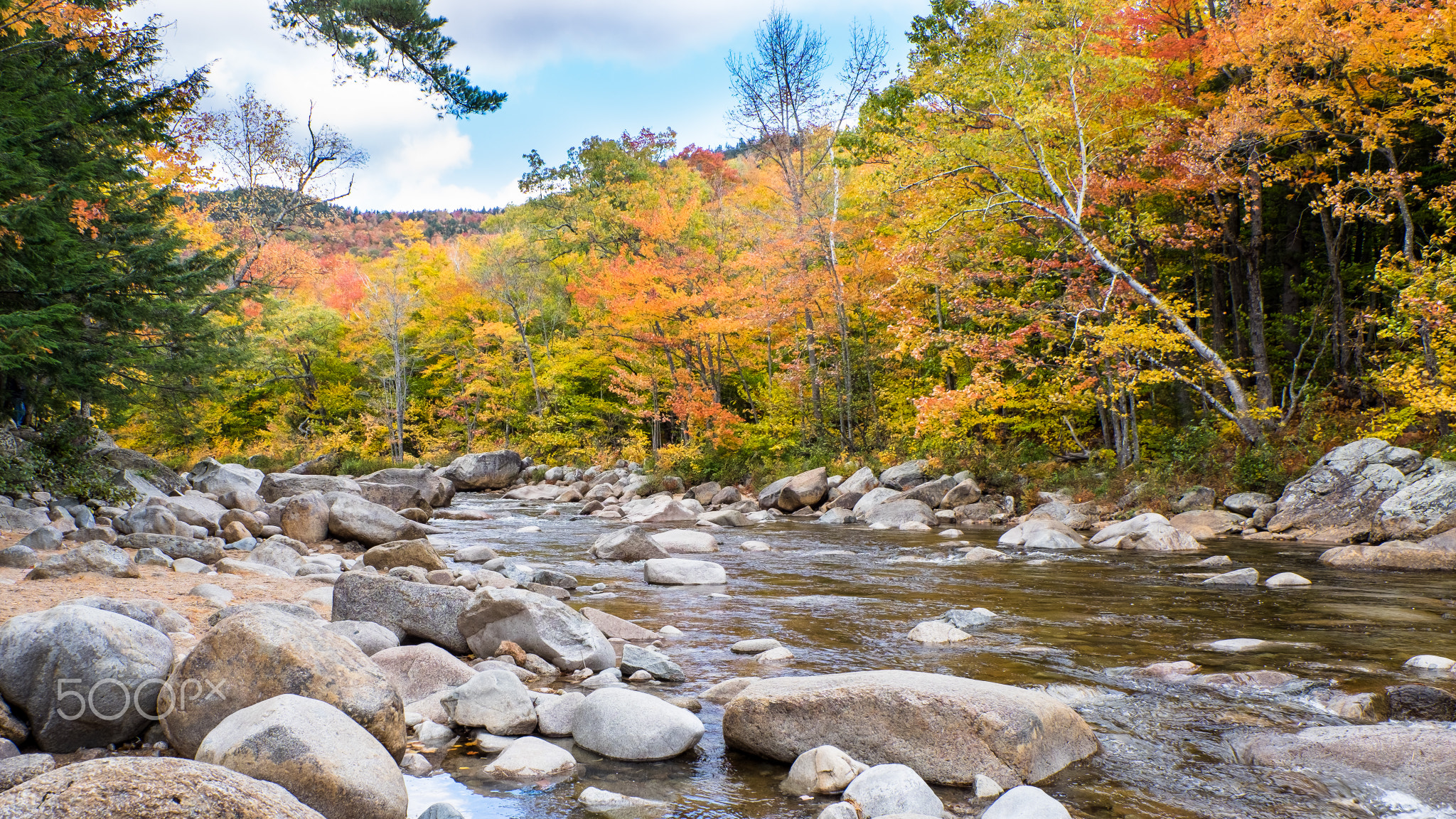
الخريف في نيوهامبتشر
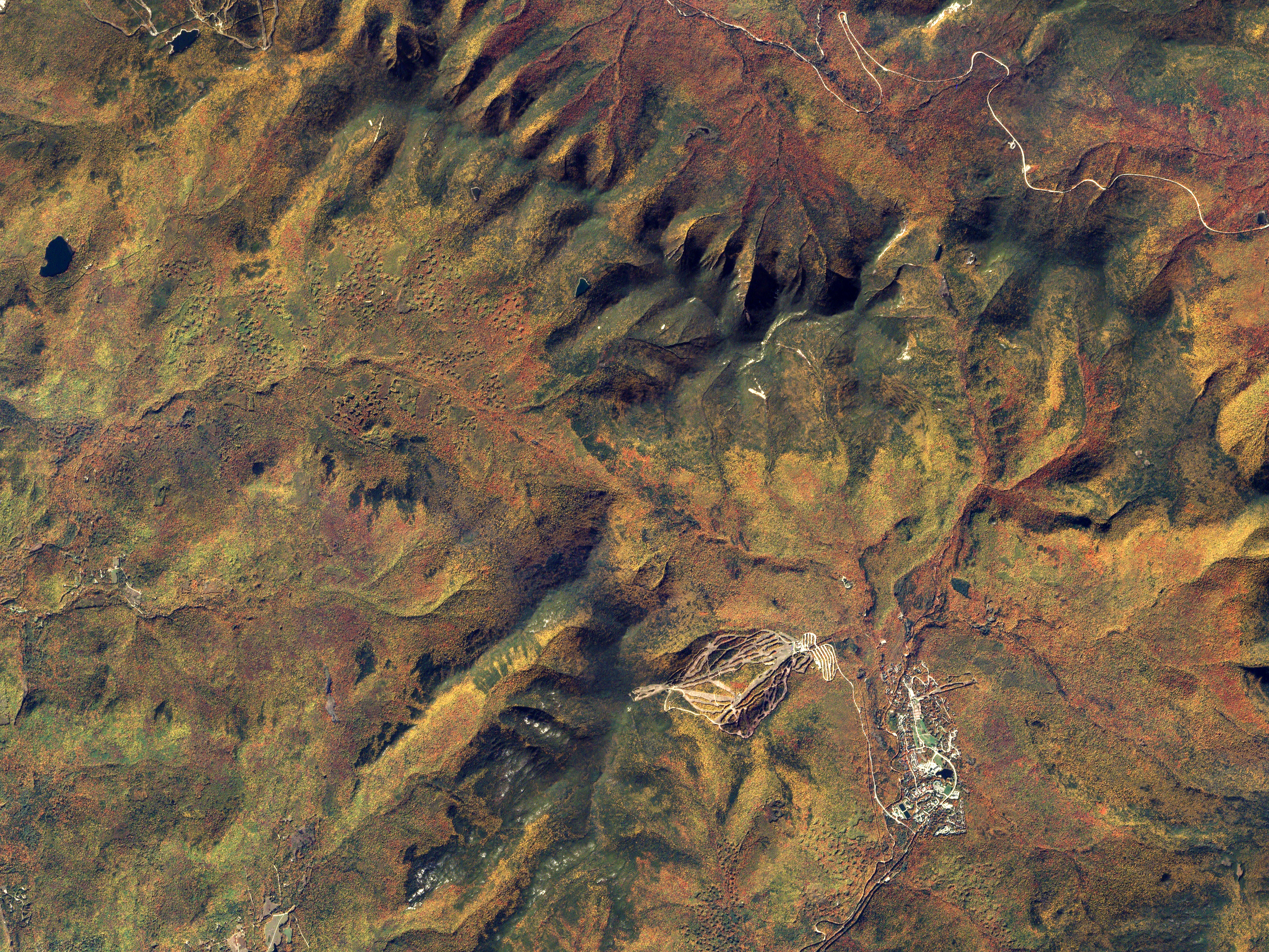
الخريف في نيوهامبتشر
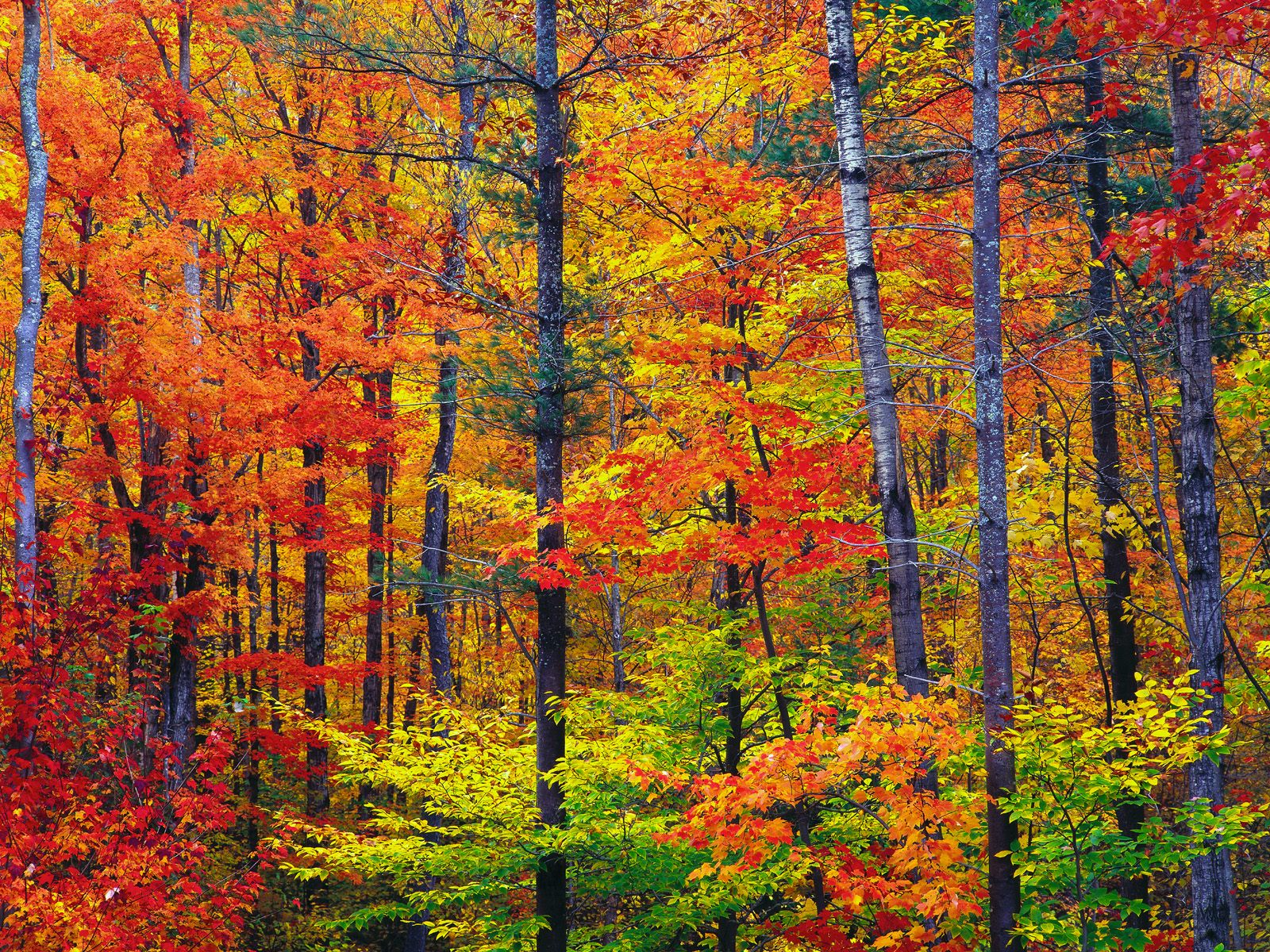
الخريف في نيوهامبتشر
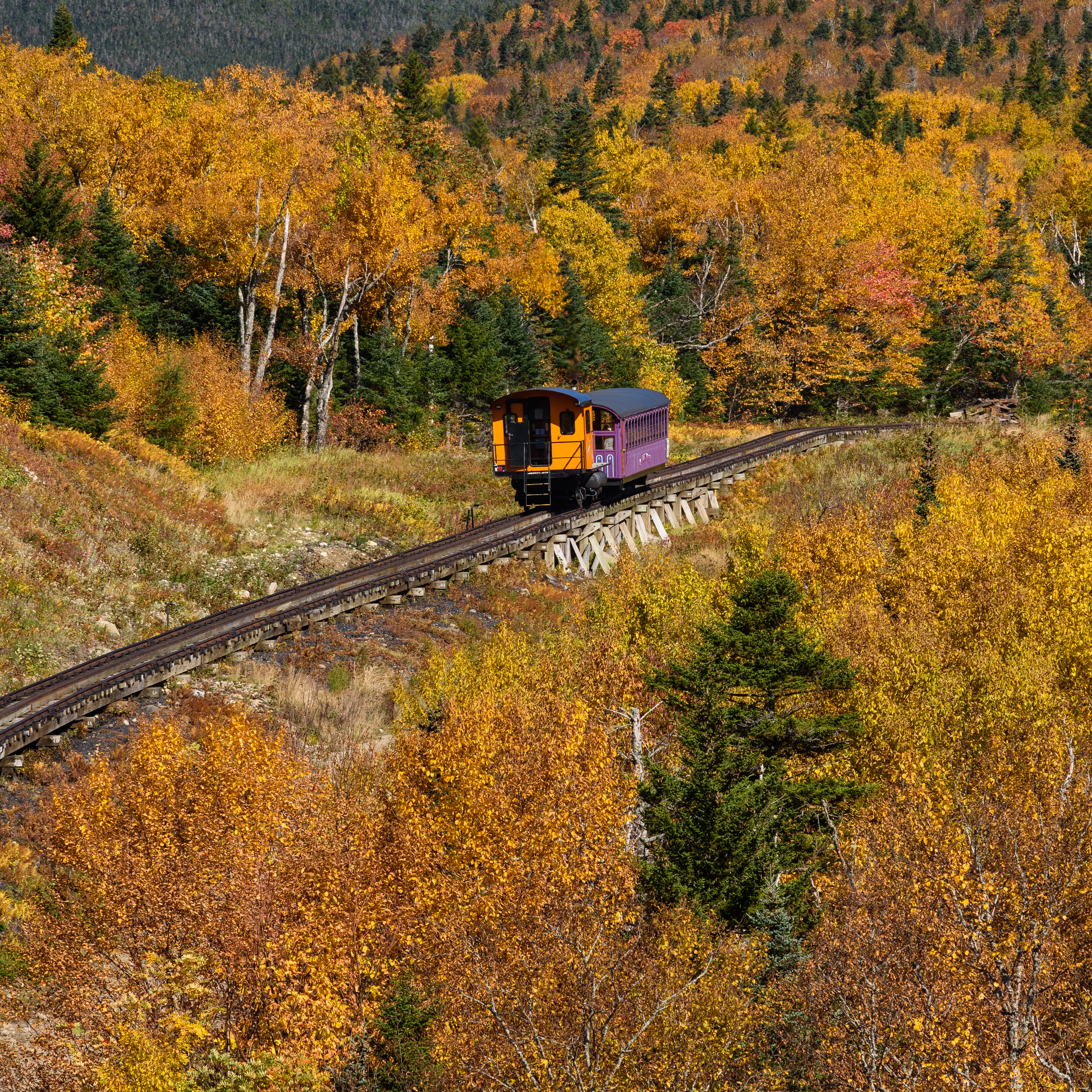
الخريف في إنجلترا الجديدة
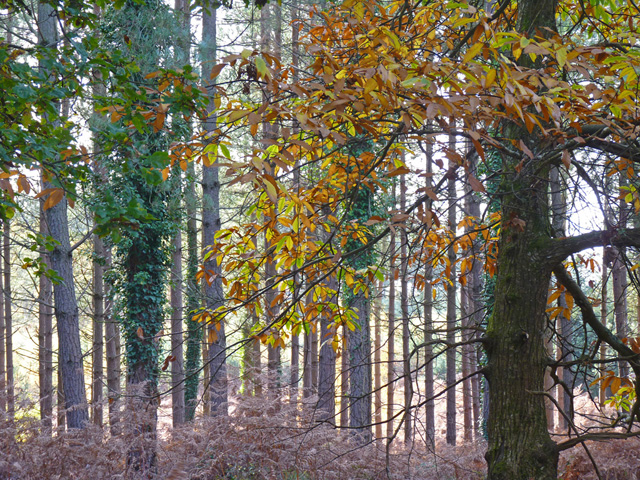
الخريف في نيوهامبتشر
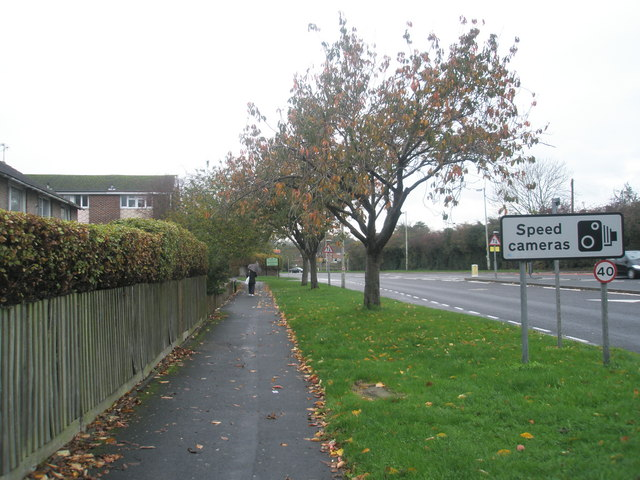
الخريف في نيوهامبتشر
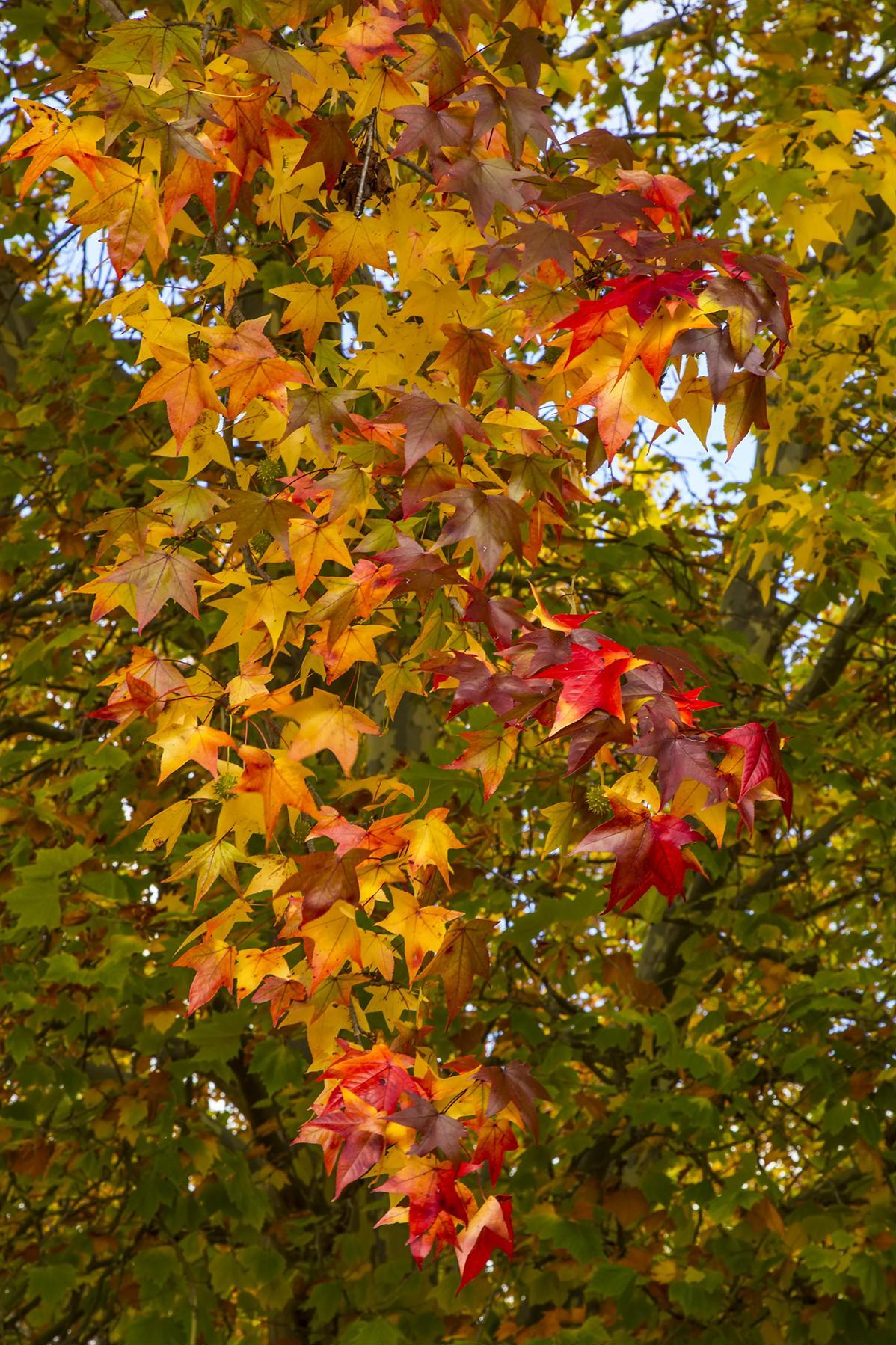
الخريف في إنجلترا الجديدة
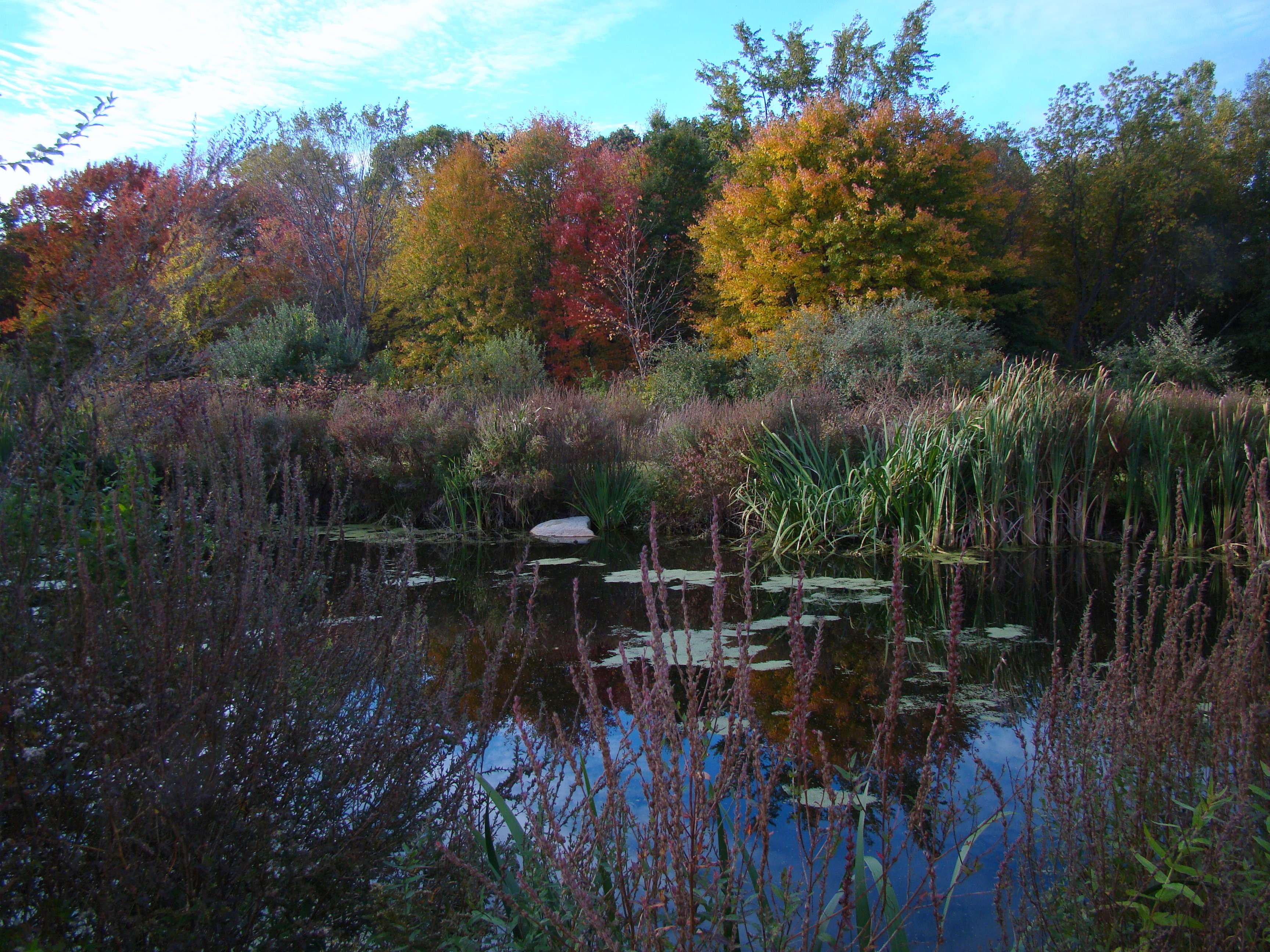
الخريف في إنجلترا الجديدة
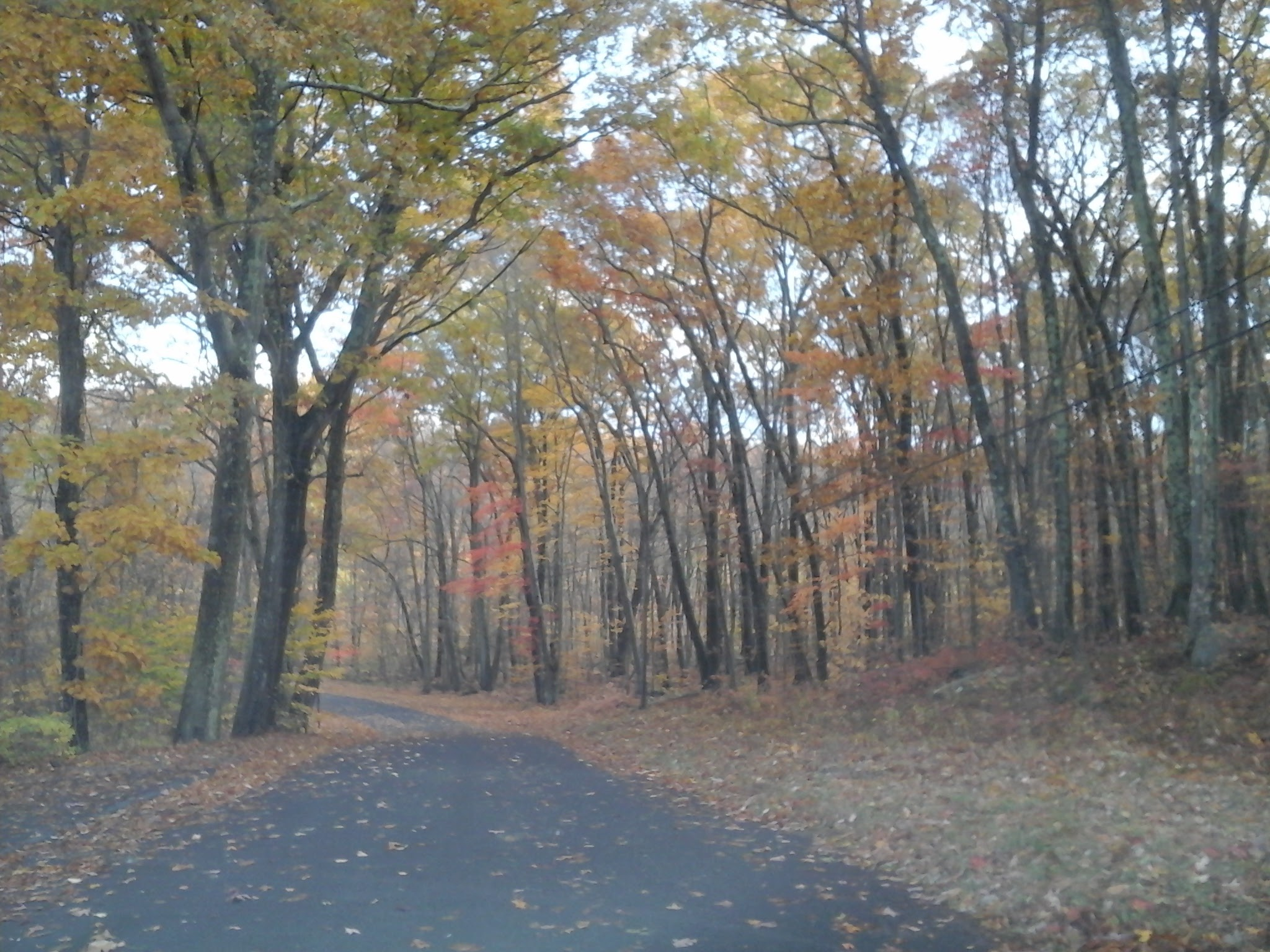
الخريف في إنجلترا الجديدة
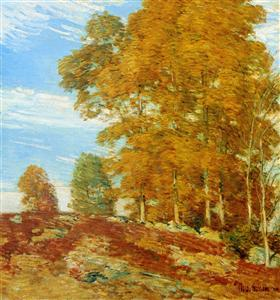
الخريف في إنجلترا الجديدة
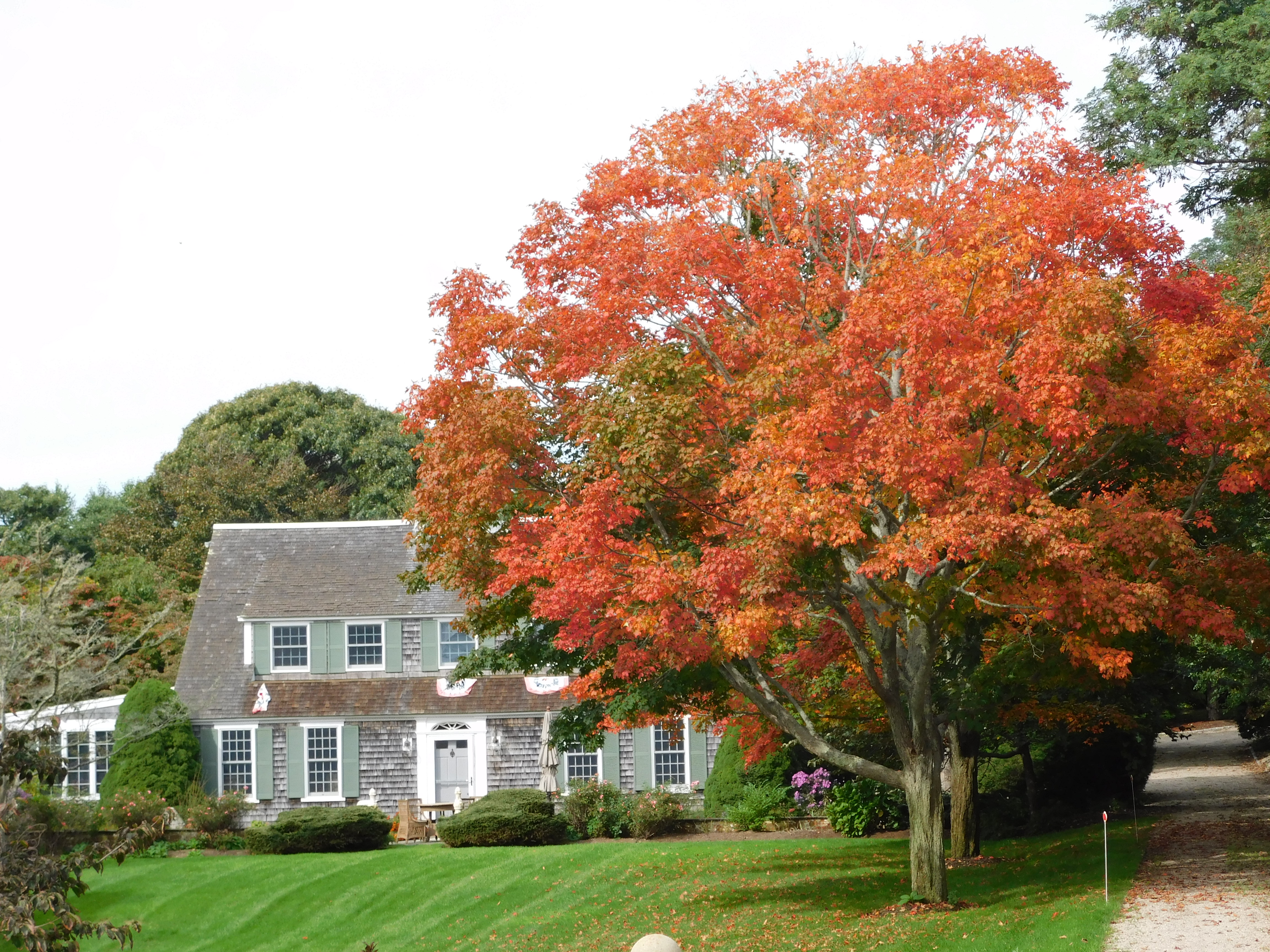
الخريف في إنجلترا الجديدة
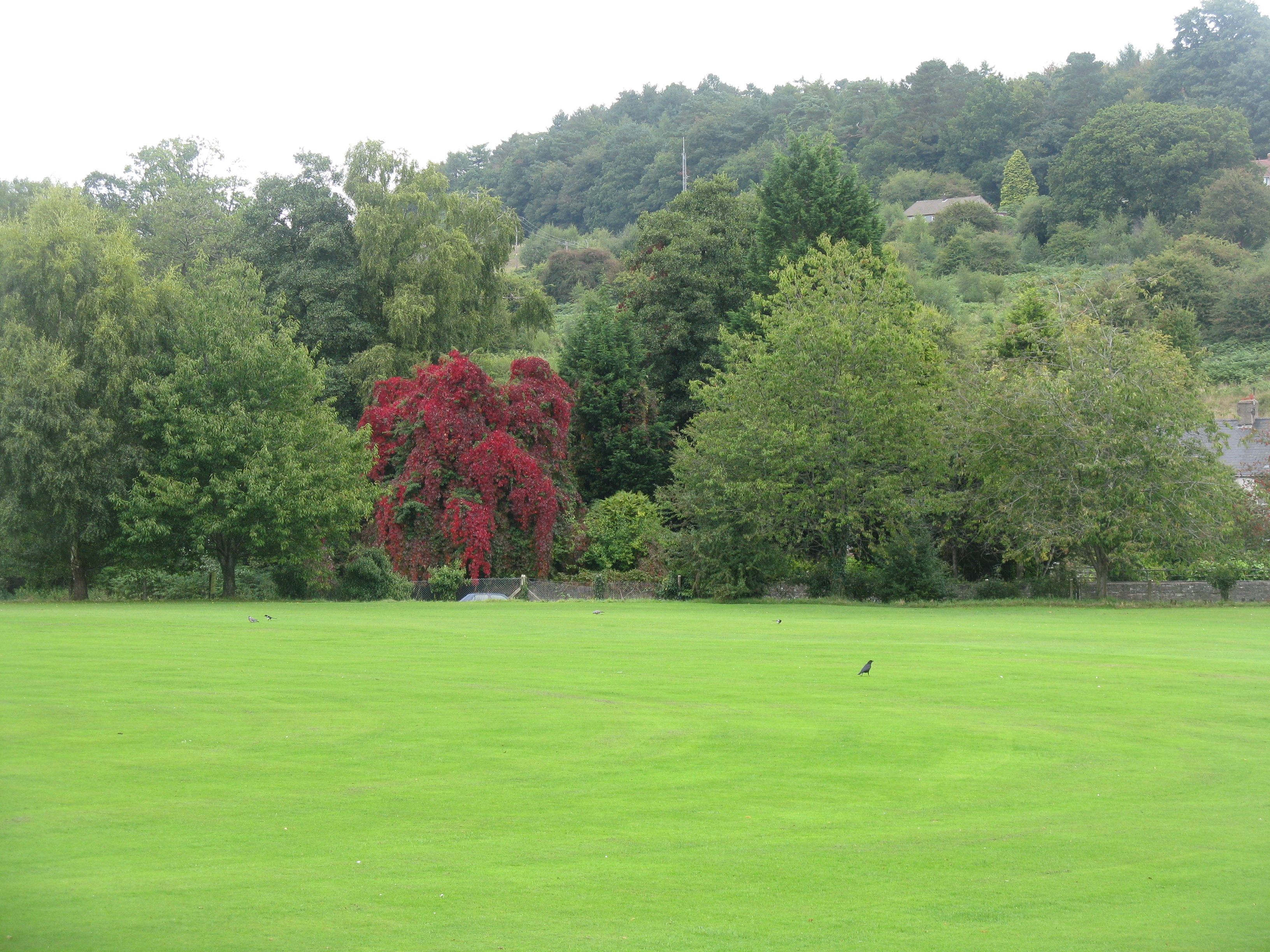
الخريف في إنجلترا الجديدة
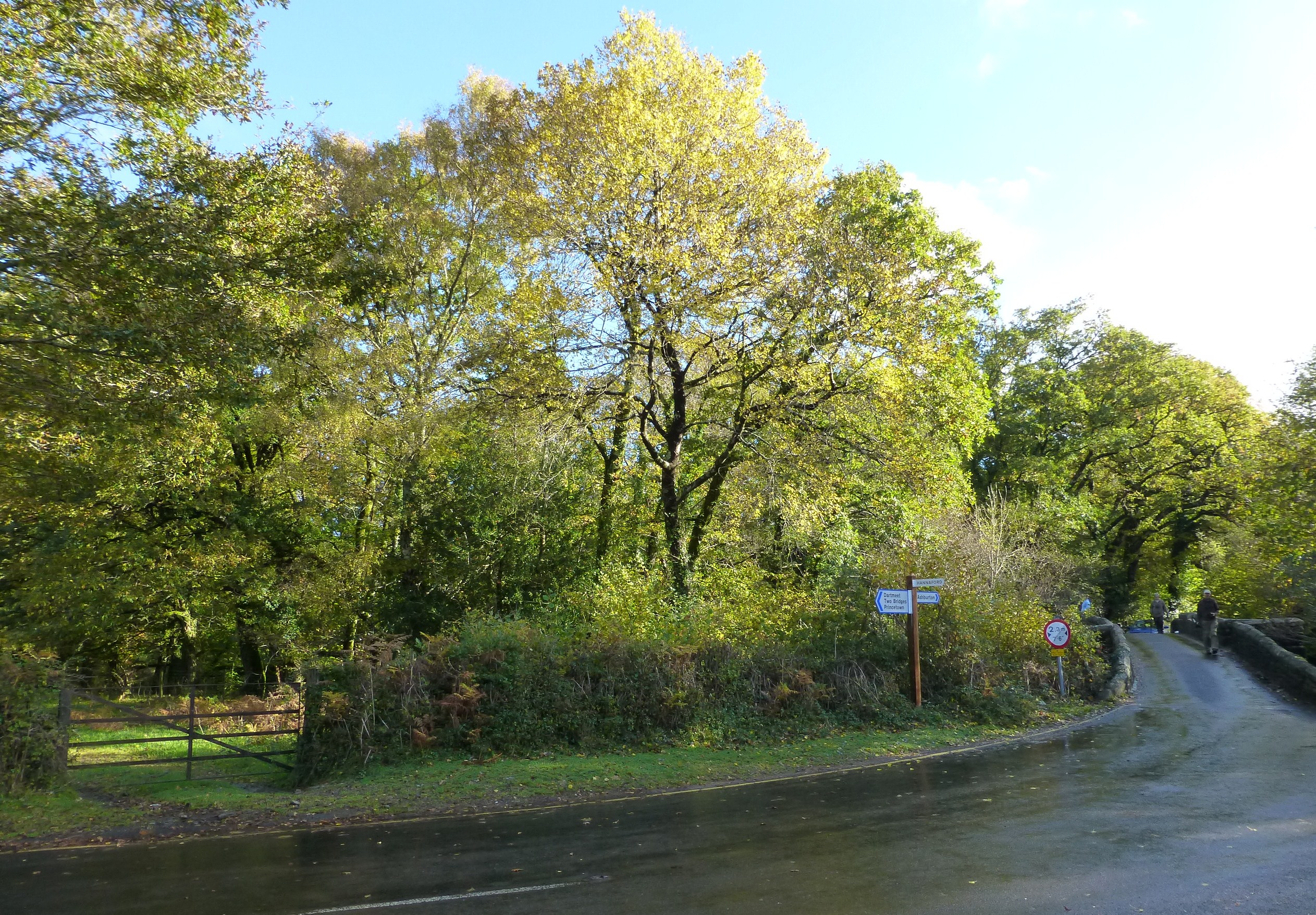
الخريف في إنجلترا الجديدة
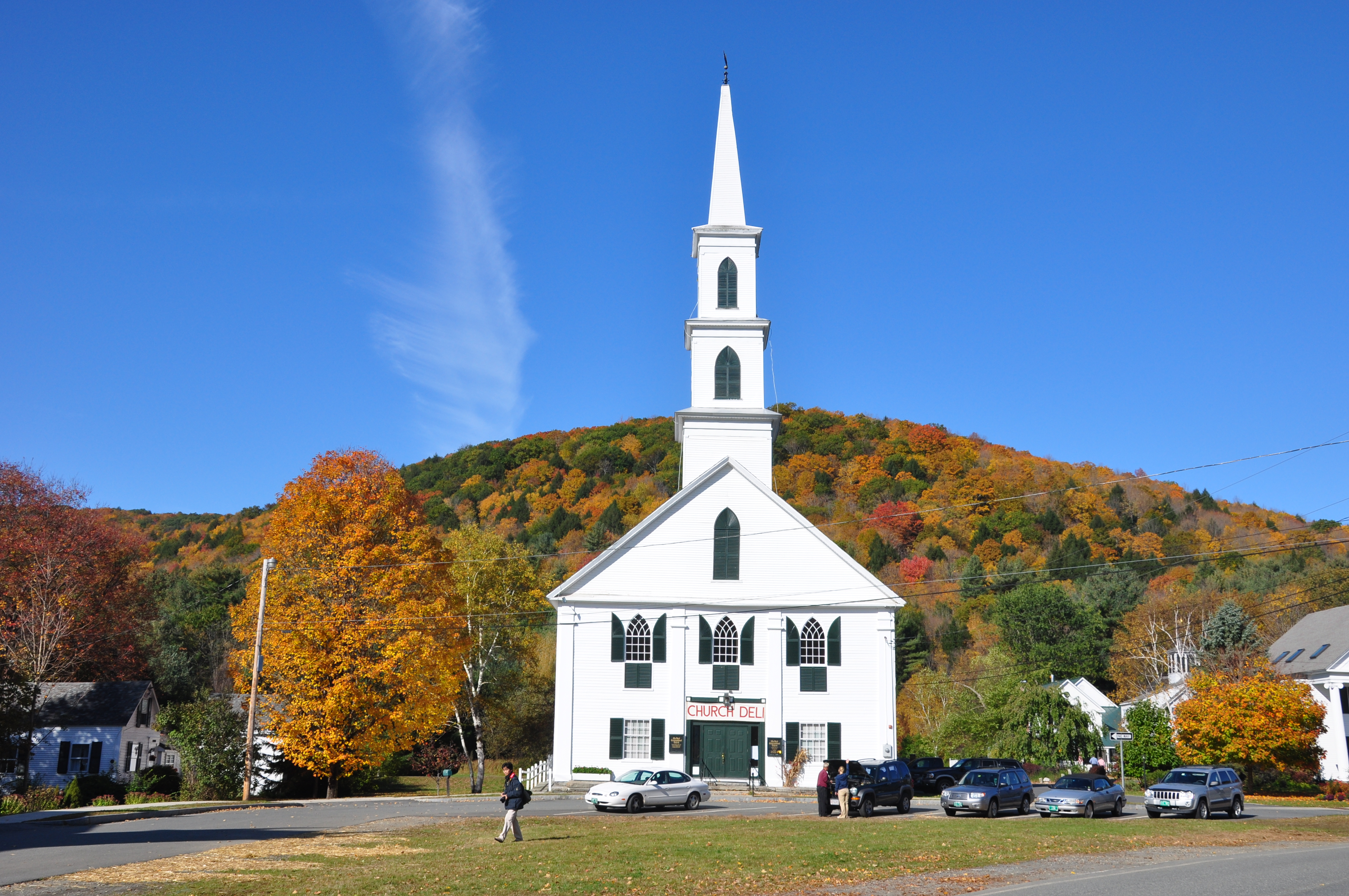
الخريف في ولاية فيرمونت
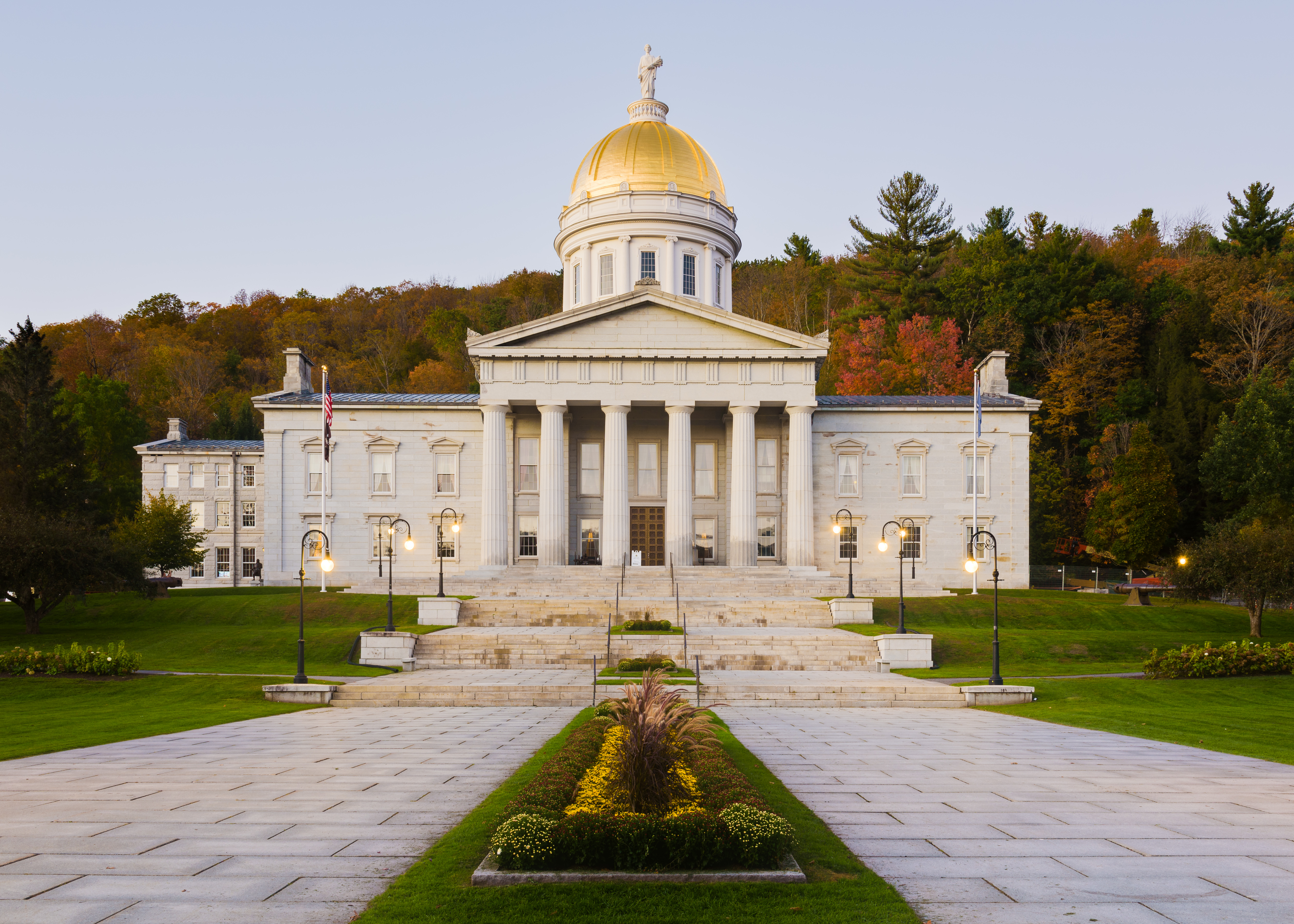
الخريف في ولاية فيرمونت
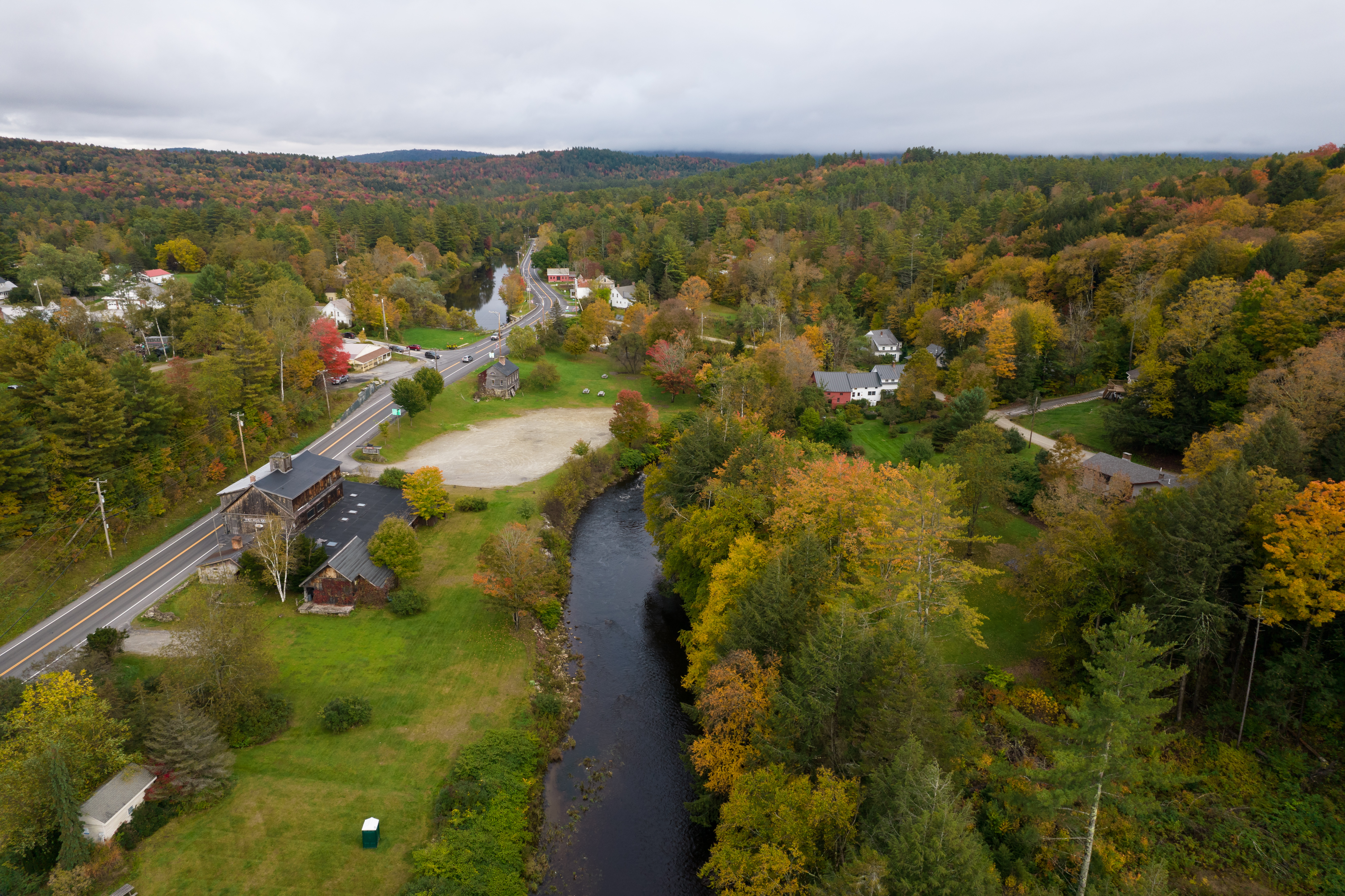
الخريف في ولاية فيرمونت
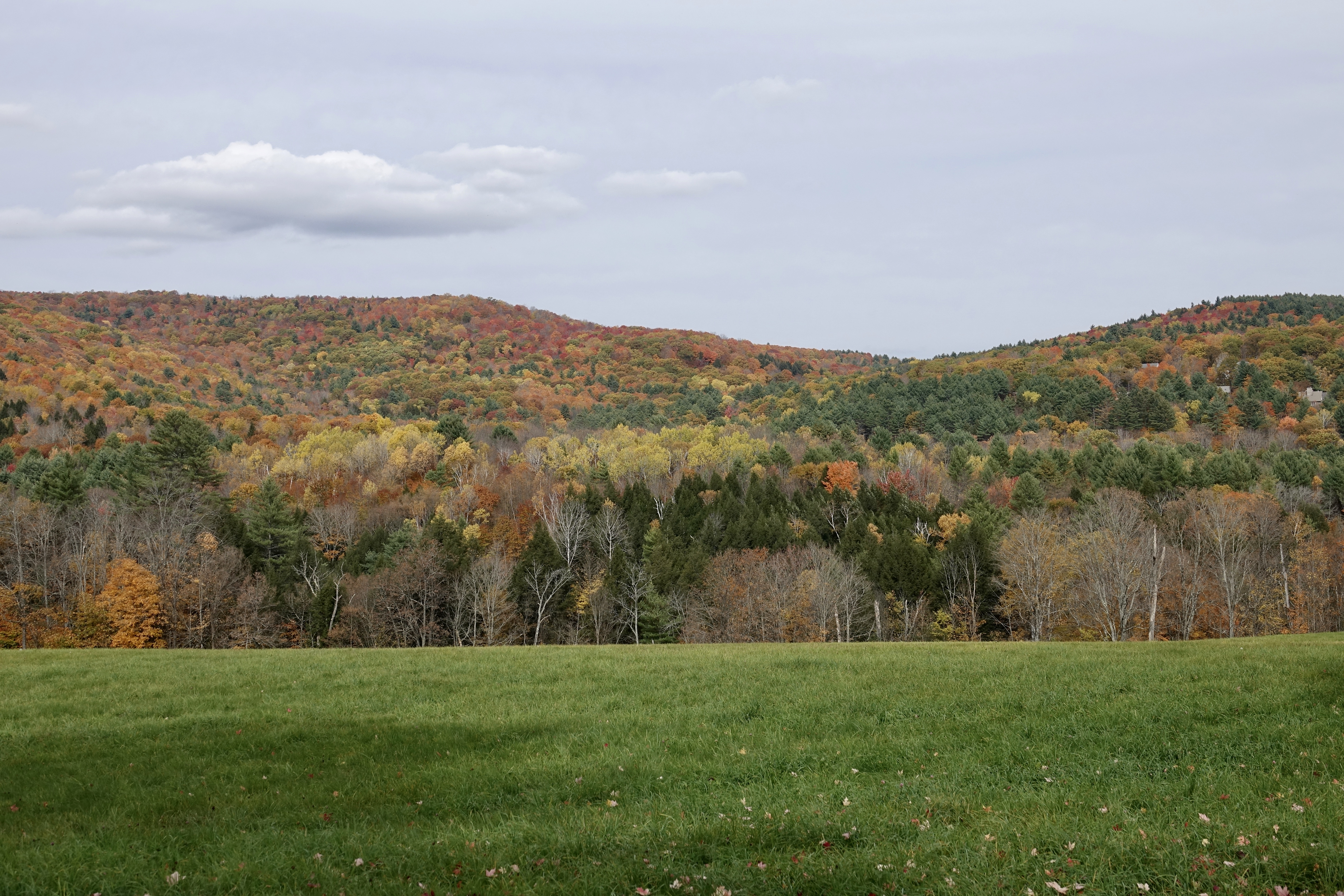
الخريف في ولاية فيرمونت
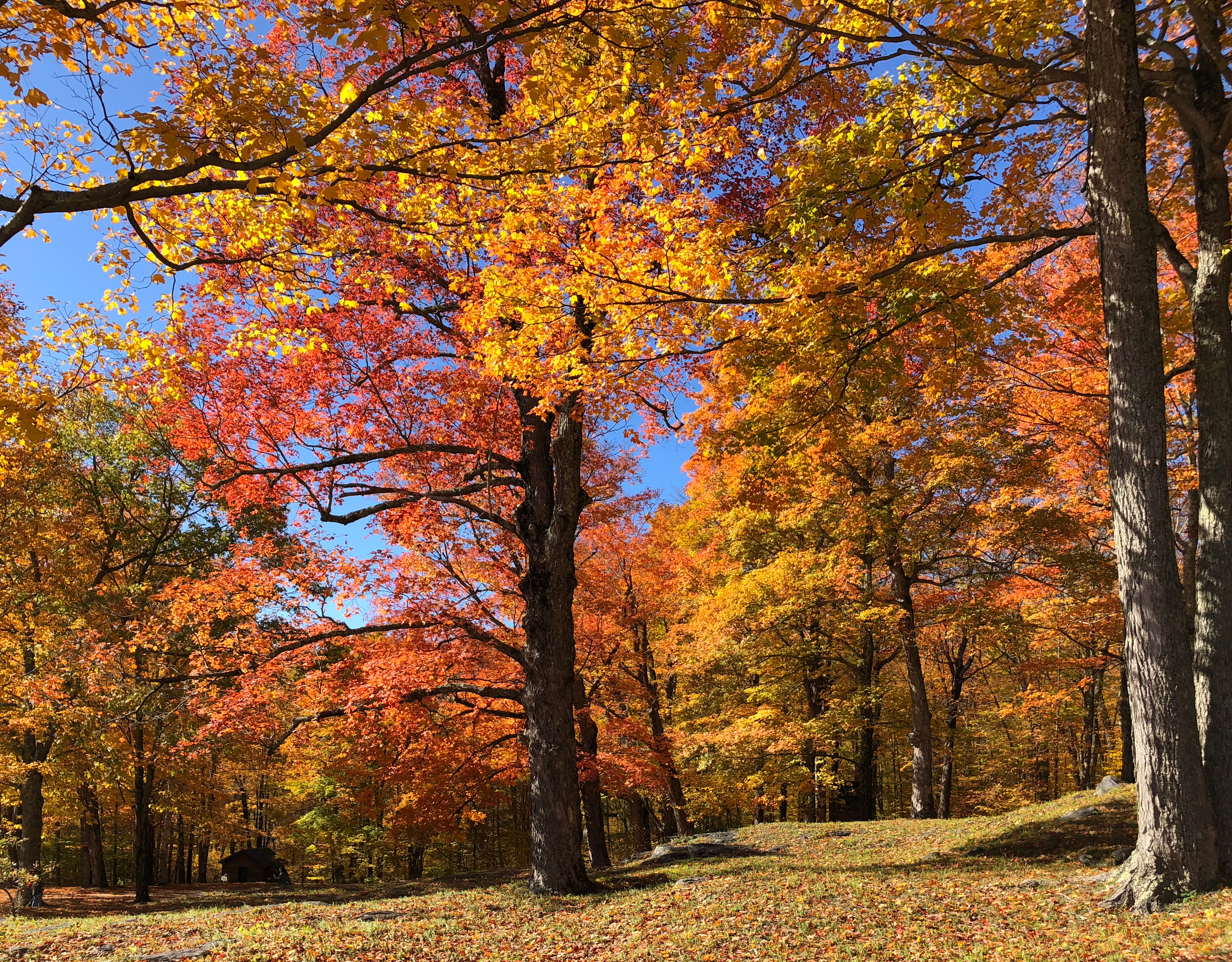
الخريف في ولاية فيرمونت
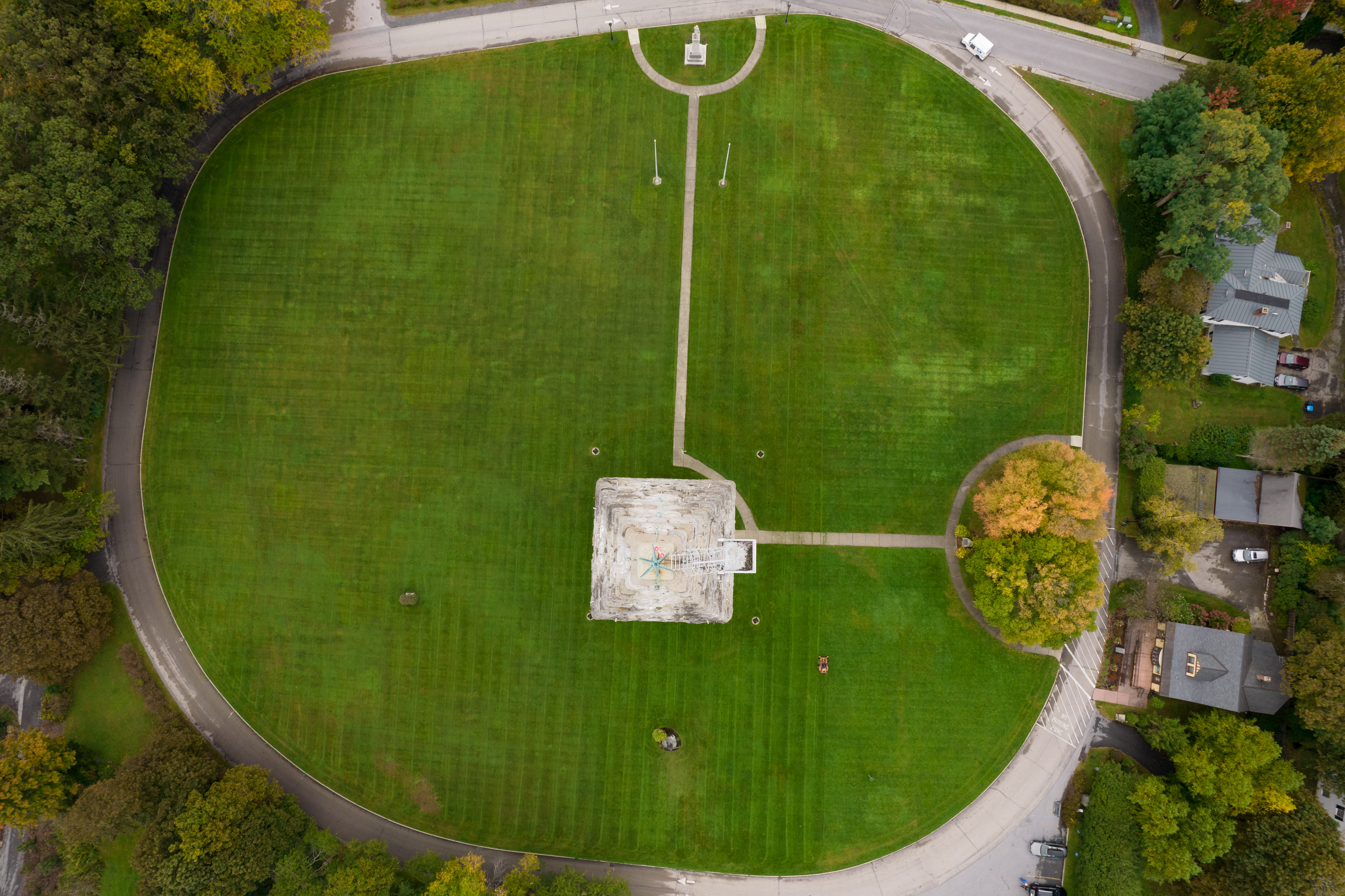
الخريف في ولاية فيرمونت